# Gernot Tews
Gernot Tews (* 28. Juli 1952 in Linz) ist ein österreichischer Facharzt für Frauenheilkunde, sein Spezialgebiet ist die Reproduktionsmedizin.

## Leben
Gernot Tews ist das erste von vier Kindern des Juristen Richard Tews und seiner Frau Uta Tews. Nach dem Abbruch des Realgymnasiums sowie Abbruch einer Handelsschule begann er eine kaufmännische Lehre. Während dieser Ausbildung begann er, am Gymnasium für Berufstätige in Linz die Matura nachzuholen. Das Medizinstudium wurde dann in knapp viereinhalb Jahren absolviert, wobei auch ein Begabtenstipendium zuerkannt wurde.
Nach Absolvierung der Turnusarztausbildung wurde zunächst die Facharztausbildung in Graz an der Universität begonnen und am Allgemeinen Krankenhaus der Stadt Linz abgeschlossen. Ab dem Jahr 1988 wurde dann an der Landesfrauenklinik Linz eine Abteilung für In-vitro-Fertilisation aufgebaut, wobei diese zur größten Spitalsabteilung Österreichs aufstieg. Im Jahre 1995 wurde er Leiter der Landesfrauenklinik Linz. Im Jahr 2012 zog er sich aus dieser Tätigkeit zurück.
Während seiner Tätigkeit als Vorstand der Landesfrauenklinik Linz von 1995 konnte zuerst 2002 die Dozentur erreicht werden, später dann im Jahr 2009 wurde seitens der Grazer Universitätsklinik der Titel eines Universitätsprofessors zuerkannt. Tews baute ab Ende 2013 eine Abteilung für künstliche Befruchtung in Wels auf, die Ende April 2014 in Wels in Betrieb ging.

## Forschungsschwerpunkte
Wissenschaftlich hat sich Tews einerseits mit Themen der künstlichen Befruchtung beschäftigt, andererseits gibt es von ihm Publikationen, die sich mit den Problemen der ektopen Schwangerschaft beschäftigen.

## Publikationen
Tews ist Autor von über 100 wissenschaftlichen Fachartikeln und hat (Stand Januar 2024) einen h-Index von 27.
Seine meistzitierten Artikel sind:
- T. Ebner, M. Moser, M. Sommergruber, G. Tews: Selection based on morphological assessment of oocytes and embryos at different stages of preimplantation development: a review. In: Human Reproduction Update. Vol. 9, Nr. 3, 2003, S. 251–262, doi:10.1093/humupd/dmg021.
- T. Ebner, M. Sommergruber, M. Moser, O. Shebl, E. Schreier-Lechner, G. Tews: Basal level of anti-Mullerian hormone is associated with oocyte quality in stimulated cycles. In: Human Reproduction. Vol. 21, Nr. 8, 2006, S. 2022–2026, doi:10.1093/humrep/del127.
- T. Ebner, M. Moser, M. Sommergruber, O. Feichtinger, G. Tews: Prognostic value of first polar body morphology on fertilization rate and embryo quality in intracytoplasmic sperm injection. In: Human Reproduction. Vol. 15, Nr. 2, 2000, S. 427–430, doi:10.1093/humrep/15.2.427.